# Spyro: Year of the Dragon
Spyro: Year of the Dragon er et platformspil udviklet af Insomniac Games og udgivet af Sony Computer Entertainment til PlayStation. Spillet blev udgivet i Nordamerika den 24. oktober, 2000, og i Europa den 10. november samme år. Year of the Dragon er det tredje spil i Spyro-serien og det sidste Spyro-spil der blev udgivet til PlayStation. Spillet var desuden også det sidste af Spyro-spillene udviklet af Insomniac; deres næste titel var Ratchet & Clank til PlayStation 2.

## Figurer
Figurer i spillet inkluderer blandt andre: Elora, Hunter, The Professor, Zoe, Moneybags, Sheila, Sgt. Byrd, Bentley, Agent 9., Sorceress, Sparx, Buzz, Spike og Scorch.